# Cabinet Rutte I
Pour les articles homonymes, voir Cabinet Rutte.
Royaume des Pays-Bas
Balkenende IV Rutte II
Le cabinet Rutte I (en néerlandais : Kabinet-Rutte I) est le gouvernement minoritaire du royaume des Pays-Bas du 14 octobre 2010 au 5 novembre 2012, durant la XXXVe législature de la Seconde Chambre des États généraux.

## Coalition
Le cabinet est constitué d'une coalition minoritaire entre le Parti populaire pour la liberté et la démocratie (VVD) dirigé par Mark Rutte et l'Appel démocrate-chrétien (CDA) dirigé par Maxime Verhagen, qui disposent ensemble de 52 sièges sur 150 à la Seconde Chambre des États généraux. Il est soutenu sans participation par le Parti pour la liberté (PVV), dirigé par Geert Wilders, qui détient 24 mandats de représentants, soit un total de 76 représentants soutenant le cabinet. Ce dernier succède au cabinet Balkenende IV, dirigé par le CDA.

### Formation
Le 30 septembre 2010, jour de présentation des accords gouvernementaux, Mark Rutte annonce que la devise de son cabinet sera « Liberté et responsabilité », le terme de « liberté » se retrouvant déjà dans les noms des partis du VVD et du PVV. Plusieurs changements affectent la répartition des compétences et les départements ministériels.
Ce gouvernement ne compte que douze ministres, contre seize dans le cabinet Balkenende IV. Le ministère des Affaires économiques et le ministère de l'Agriculture, de la Nature et de la Qualité alimentaire fusionnent pour créer le ministère des Affaires économiques, de l'Agriculture et de l'Innovation, tandis que le ministère du Logement, de l'Aménagement du territoire et de l'Environnement et le ministère des Transports et des Eaux sont rassemblés pour créer le ministère des Infrastructures et de l'Environnement.
De plus, certaines compétences du ministère de l'Intérieur et des Relations au sein du Royaume sont transférées au ministère de la Sécurité et de la Justice, tandis que le logement et l'intégration relèvent désormais du ministère de l'Intérieur. En outre, les postes sans portefeuille de ministre de l'Aide au développement, de ministre de l'Habitat, des Quartiers et de l'Intégration et de ministre de la Jeunesse et de la Famille disparaissent, tandis qu'un ministre sans portefeuille se voit chargé de l'Immigration et de la Politique d'asile dans le cadre du ministère de l'Intérieur. Enfin, il est à noter que parmi les ministres figurent les deux « informateurs » libéraux, à savoir Uri Rosenthal et Ivo Opstelten.

### Succession
Le PVV ayant retiré son soutien en avril 2012, des élections législatives anticipées se tiennent le 12 septembre suivant. Le 5 novembre, le VVD trouve un accord avec le Parti travailliste (PvdA), les deux partis formant le cabinet Rutte II.

## Composition
- Les nouveaux ministres sont indiqués en gras, ceux ayant changé d'attributions en italique.

| Portefeuille                                                                                 | Titulaire | Titulaire      | Titulaire                              | Parti |
| -------------------------------------------------------------------------------------------- | --------- | -------------- | -------------------------------------- | ----- |
| Premier ministre Ministre des Affaires générales                                             |           |                | Mark Rutte                             | VVD   |
| Vice-Premier ministre Ministre des Affaires économiques, de l'Agriculture et de l'Innovation |           |                | Maxime Verhagen                        | CDA   |
| Ministre des Affaires étrangères                                                             |           |                | Uri Rosenthal                          | VVD   |
| Ministre de l'Intérieur et des Relations au sein du Royaume                                  |           |                | Piet Hein Donner (jusqu'au 16/12/2011) | CDA   |
| Ministre de l'Intérieur et des Relations au sein du Royaume                                  |           | Liesbeth Spies |                                        | CDA   |
| Ministre de l'Immigration et de la Politique d'asile                                         |           |                | Gerd Leers                             | CDA   |
| Ministre de la Sécurité et de la Justice                                                     |           |                | Ivo Opstelten                          | VVD   |
| Ministre des Finances                                                                        |           |                | Jan Kees de Jager                      | CDA   |
| Ministre de la Défense                                                                       |           |                | Hans Hillen                            | CDA   |
| Ministre de l'Éducation, de la Culture et de la Science                                      |           |                | Marja van Bijsterveldt                 | CDA   |
| Ministre des Infrastructures et de l'Environnement                                           |           |                | Melanie Schultz van Haegen             | VVD   |
| Ministre des Affaires sociales et de l'Emploi                                                |           |                | Henk Kamp                              | VVD   |
| Ministre de la Santé, du Bien-être et des Sports                                             |           |                | Edith Schippers                        | VVD   |